# 蛙跳积分法
蛙跳积分法是一种对微分方程进行积分的简单方法，尤其是在动力系统的情况下。这个方法在不同学科中有不同的名字。特别是它与速度Verlet方法等同，后者是Verlet积分法中的一个变体。 
蛙跳积分法相当于在交错的时间点计算位置和速度，在时间上相互交错，所以他们相互跃过对方。例如，位置为整数的时间步长而速度为整数加一半的时间步长。
蛙跳积分法是一个二阶的方法因此通常要好于一阶的欧拉方法。不同于欧拉方法，它对振荡运动稳定，只要满足 {\displaystyle \Delta t<1/\omega }.
蛙跳积分法的方程可写为：
{\displaystyle x_{i+1}=x_{i}+v_{i+1/2}\,\Delta t}
{\displaystyle v_{i+1/2}=v_{i-1/2}+a_{i}\,\Delta t}
这些方程可被处理为速度为整数步长的形式：
{\displaystyle x_{i+1}=x_{i}+v_{i}\,\Delta t+a_{i}\,{\frac {\Delta t^{2}}{2}}}
{\displaystyle v_{i+1}=v_{i}+{\frac {a_{i}+a_{i+1}}{2}}\,\Delta t.} 
这第二种形式通常要求解隐式的第二个方程，因为a可能依赖于v.
这个方程的一个应用是重力模拟，因为在这种情况下加速度只依赖于引力质量的位置；虽然更高阶的积分器（如龙格－库塔法）更常用。